# Шумы (Донецкая область)
Шумы (укр. Шуми) — посёлок в Торецкой городской общине Бахмутского района Донецкой области Украины.
Население по данным всеукраинской переписи 2001 года составляло 95 человек. 
В июне 2024 года перешёл под контроль ВС РФ в ходе Российско-украинской войны.